# Apukudron
Een apukudron, in sommige gebieden ook wel luangudron genoemd, is een Surinaams muziekinstrument.
Hij behoort tot de grootste trommels in Suriname en heeft een lengte van ongeveer 130 centimeter en een doorsnee van 20 tot 30 centimeter. Hij heeft een conische vorm en wordt met wiggen op dezelfde manier gespannen als de mandron.
De Saramaccaners gebruiken de apukudron om de bosgod Apuku aan te roepen.